# Gehyra
Gehyra é um género de répteis escamados da família Gekkonidae.
São espécies de tamanho moderado, muito variáveis em cor e padrões. Os habitats também são variáveis, com a área de distribuição cobrindo a maioria da Oceania e das ilhas da Melanésia até às ilhas Ryūkyū e Tailândia.

## Espécies
- Gehyra angusticaudata
- Gehyra australis
- Gehyra baliola
- Gehyra barea
- Gehyra borroloola
- Gehyra brevipalmata
- Gehyra butleri
- Gehyra catenata
- Gehyra dubia
- Gehyra fehlmanni
- Gehyra fenestra
- Gehyra intermedia
- Gehyra interstitialis
- Gehyra kimberleyi
- Gehyra koira
- Gehyra lacerata
- Gehyra lampei
- Gehyra leopoldi
- Gehyra marginata
- Gehyra membranacruralis
- Gehyra minuta
- Gehyra montium
- Gehyra mutilata
- Gehyra nana
- Gehyra occidentalis
- Gehyra oceanica
- Gehyra pamela
- Gehyra papuana
- Gehyra pilbara
- Gehyra punctata
- Gehyra purpurascens
- Gehyra robusta
- Gehyra variegata
- Gehyra vorax
- Gehyra xenopus